# TOMOMI (ベーシスト)
TOMOMI (トモミ、1990年5月31日 - ) は、兵庫県加古川市出身の日本のベーシスト、歌手である。

## 来歴
2006年8月21日、キャレスボーカル&ダンススクールに在校していたHARUNA、MAMI、RINAとSCANDALを結成した。RINAとは、このスクールの大阪校に在校していた。
2014年5月、米国フェンダー社のブランド「Squier by fender」より自身のシグネチャモデル「TOMOMI JAZZ BASS SKY BLUE "Bluetus"」を受注生産で発売。同日にはSCANDALメンバーのHARUNA、MAMIのシグネチャモデルも発売されており、これらのシグネチャモデルが米国フェンダー社では初となる日本人女性ミュージシャンのモデルとなる。
2017年11月、シグネチャモデル「TOMOMI PRECISION BASS」の発売とフェンダー社とのエンドース契約締結を発表。
2022年8月21日、フェンダー社からシグネチャモデル「TOMOMI JAZZ BASS」を発売。

## 人物
好きなアーティストとして、七尾旅人とレッド・ホット・チリ・ペッパーズを挙げる。フリーを観て憧れたため、ベースは基本的に指弾きである。日本の女性版フリーが目標であるという。
MAMIとは、どぼんどぼんどでも活動している。
「かわいくて小回りが利く」という理由から、BMW・ミニを愛車にする。

## 使用機材
- エレキベース
  - FENDER JAPAN JB75-US 3Tone Sunburst Rosewood
  - Fender Mexico Deluxe Active Jazz Bass（Candy Apple Red）
ノイズレスピックアップ/3band EQ アクティブ回路：ピックガードと、ボディのホワイトラインはカスタマイズ
  - Fender USA American Standard Precision Bass（銀）
  - Fender Mexico Deluxe Active P Bass Special（Navy Blue Metallic）
  - Fender Japan Tomomi Precision Bass (Satin Natural)
- エフェクター[7]
  - Tech 21（英語版） SansAmp Bass Driver DI
  - Fender Sub-Lime Bass Fuzz Pedal
  - EBS MultiComp
  - MXR（英語版） M80 Bass D.I.+
  - MXR M108 10 Band Graphic EQ
  - BOSS SYB-5
- アンプ
  - ヘッド：Ampeg SVT-2PRO /Ashdown ABM500EVOⅢ
  - キャビネット：Ashdown ABM810/Ampegベース用スピーカー・キャビネット

## 出演

### 配信番組
- WILD STOCK Season2（2022年9月5日 - 、GYAO!、YouTube）- MCとして出演[8]。